# Ignatiy Nesterov
Bản mẫu:Eastern Slavic name
Ignatiy Mikhailovich Nesterov (tiếng Nga: Игнатий Михайлович Нестеров) (sinh ngày 20 tháng 6 năm 1983, ở Samarkand) là một thủ môn gốc Nga hiện tại thi đấu cho Lokomotiv Tashkent.

## Sự nghiệp câu lạc bộ

### Sự nghiệp ban đầu
Before ký hợp đồng với Pakhtakor, Nesterov thi đấu cho FK Samarqand-Dinamo.

### Pakhtakor
Anh thi đấu cho Pakhtakor từ năm 2002 to 2009. Khi thi đấu cho Pakhtakor Nesterov anh trở thành thủ môn số một của đội tuyển quốc gia.

### Bunyodkor
Vào tháng 7 năm 2009 Nesterov chuyển đến Bunyodkor, ký hợp đồng 3,5 năm với câu lạc bộ with the club.

### Lokomotiv
Vào ngày 10 tháng 12 năm 2013, dịch vụ báo chí Lokomotiv thông báo việc ký hợp đồng với Nesterov. The terms of the deal were not disclosed. Anh liên kết với gã khổng lồ Persepolis của Iran vào tháng 1 năm 2016.

## Danh hiệu

### Câu lạc bộ
Pakhtakor
- Giải bóng đá vô địch quốc gia Uzbekistan (6): 2002, 2003, 2004, 2005, 2006, 2007
- Cúp bóng đá Uzbekistan (6): 2002, 2003, 2004, 2005, 2006, 2007
- Cúp CIS: 2007
- Bán kết Giải vô địch bóng đá các câu lạc bộ châu Á (2): 2003, 2004

Bunyodkor
- Giải bóng đá vô địch quốc gia Uzbekistan (4): 2009, 2010, 2011, 2013
- Cúp bóng đá Uzbekistan (3): 2010, 2012, 2013
- Bán kết Giải vô địch bóng đá các câu lạc bộ châu Á (1): 2012

Lokomotiv
- Á quân Giải bóng đá vô địch quốc gia Uzbekistan (1): 2014
- Cúp bóng đá Uzbekistan (1): 2014